# Evangelický kostel (Humpolec)
Evangelický kostel stojí v Humpolci v bývalé čtvrti České město, dnes v Husově ulici. Jedná se o nástupce tolerančního kostela na Zichpilu. Od roku 2012 je spolu s farou a školou chráněn jako kulturní památka České republiky.

## Historie
V roce 1785 došlo na Zichpilu k vystavění tolerančního kostelíka, první evangelické modlitebny v Humpolci. Jenže evangelíci se soustředili především ve čtvrti České město (dnešní Havlíčkovo náměstí a jeho okolí), Zichpil obývali především Židé (své Židovské město měli ostatně nedaleko) a katolíci (žili především v oblasti dnešního Horního a Dolního náměstí). V roce 1852 si evangelíci vystavěli na Českém městě školu a o dva roky později přibyla fara. Na přelomu 50. a 60. let 19. století přestal toleranční kostelík kapacitně vyhovovat a tak došlo v letech 1861-1862 v dnešní Husově ulici k výstavbě nového evangelického kostela. Jeho stavba byla financována především z veřejných sbírek a darů z protestantských zemí. Autorem návrhu stavby je J. Martin. V roce 1891 přibyla novorenesanční věž od J. Blechy z Karlína.